# Trichostomum brachydontium
Trichostomum brachydontium là một loài Rêu trong họ Pottiaceae. Loài này được Bruch miêu tả khoa học đầu tiên năm 1829.